# Carl Wachtmeister (Außenminister)

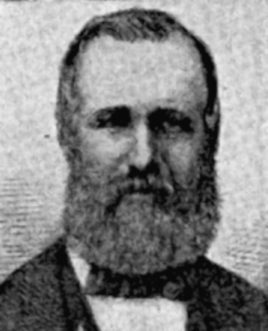
Bildnis von Carl Wachtmeister (vor 1871)

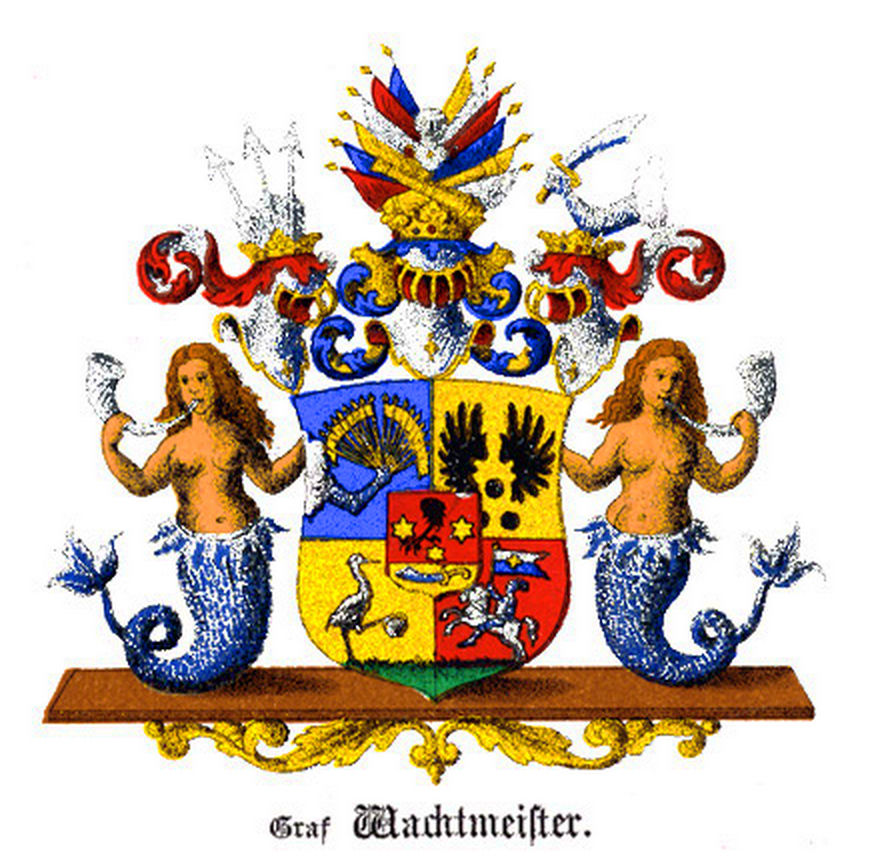
Wappen der Grafen von Wachtmeister

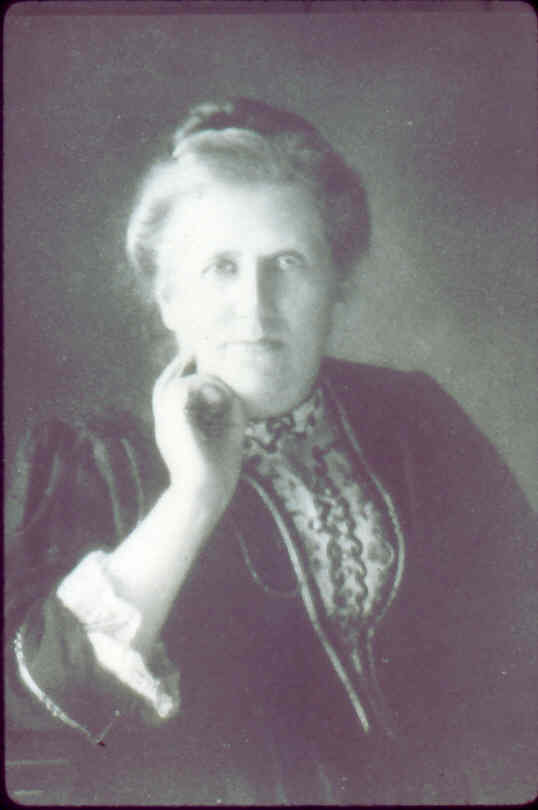
Constance Wachtmeister, Ehefrau von Carl Wachtmeister

Carl Graf Wachtmeister (* 21. April 1823 in Stockholm; † 14. Oktober 1871 ebenda) war ein schwedischer Diplomat. Wachtmeister war unter anderem schwedischer Gesandter in Dänemark, im Osmanischen Reich und in Großbritannien. Er war von Juni 1868 bis Oktober 1871 schwedischer Außenminister.

## Leben

### Familie
Carl Graf Wachtmeister entstammte der Familie Wachtmeister, einem schwedischen Adelsgeschlecht. Die Familie kam ursprünglich von der heute estnischen Ostseeinsel Dagö, von der ein Zweig Mitte des 16. Jahrhunderts in das Königreich Schweden gelangte. Angehörige des Geschlechts erhielten 1651 den schwedischen Freiherrenstand und 1687 den schwedischen Grafenstand.
Sein Vater Carl Johann Graf Wachtmeister (* 23. Oktober 1793; † 8. Januar 1843 in Säbyholm) wurde königlich schwedischer Oberst und war seit 1828 Generaladjutant. Er heiratete am 16. September 1821 auf Schloss Göksholm Francese Lovisa von Rehausen (* 21. Juli 1803 in London; † 9. Februar 1837 in Stockholm), die Tochter des Gesandten Gotthard Mauritz von Rehausen und Mutter von Carl. Er hatte noch zwei Brüder und eine Schwester.

### Beruflicher Werdegang
Wachtmeister studierte 1841 zunächst an der Universität Berlin und später an der Universität Uppsala. 1843 bestand er das Kanzleiexamen und wurde noch im gleichen Jahr als Attaché in Berlin bei der schwedischen Botschaft in Preußen in den diplomatischen Dienst übernommen. 1845 wechselte er als solcher an die schwedische Botschaft in Belgien nach Brüssel.
1850 wurde Wachtmeister Geschäftsträger und Generalkonsul bei den Italienischen Staaten in Turin und 1858 Gesandter am dänischen Hof in Kopenhagen. 1861 wurde er als Gesandter in das Osmanische Reich nach Istanbul versetzt. Im September 1861 überreichte er auf einer Sondermission nach Turin König Viktor Emanuel II. den schwedischen Seraphinenorden. Noch im gleichen Jahr wurde er Gesandter und Bevollmächtigter Minister im Vereinigten Königreich. In London war er im Frühjahr 1864 als Vertreter des Königreiches Schweden, Teilnehmer der Londoner Konferenz zur Beendigung des Deutsch-Dänischen Krieges. Allerdings endete der Kongress ergebnislos. 1865 berief man ihn erneut zum außerordentlichen Gesandten und Bevollmächtigten Minister nach Kopenhagen.
Am 4. Juni 1868 wurde Wachtmeister zum Außenstaatsminister des Königreiches Schweden, als Nachfolger von Christofer Rutger Ludvig Manderström, ernannt. Das Amt übte er bis zu seinem Tod aus. Carl Wachtmeister starb am 14. Oktober 1871, im Alter von 48 Jahren, an einem Schlaganfall, den er auf offener Straße in Stockholm erlitt. Die Trauerfeier wurde am 20. Oktober in der Stockholmer Jakobskirche abgehalten, bestattet wurde er am selben Tag auf dem Norra begravningsplatsen in Solna, im Erbbegräbnis der Familie Wachtmeister. Das Grab ist erhalten.
Er war seit 1848 Ritter des Ordens vom Niederländischen Löwen, seit 1860 Kommandeur des Sankt-Olav-Ordens, seit 1861 Träger des Großkreuzes des Dannebrogordens und ab 1868 Dannebrogmann, seit 1864 Kommandeur des Nordsternordens sowie seit 1869 Ritter des Elefanten-Ordens und Ritter und Kommandant des Seraphinenordens.

### Ehe und Nachkommen
Carl Graf Wachtmeister heiratete am 15. August 1863 in London Constance Georgina Louise Bourbel de Montpinçon (* 28. März 1838 in Florenz; † 23. September 1910 in Los Angeles). Sie war die Tochter des Grafen Augustus Harold de Bourbel de Monpicon Marquis De Bourbel (1804–1845) und von Constance Cecilia Bulkeley De Bourbel (1807–1838). Da ihre Mutter kurz nach der Geburt verstarb, wuchs Constance bei ihrer Tante in England auf. Ihr Ehemann Carl war ein entfernter Verwandter von ihr. Als Witwe begann sie sich ab 1879 für Spiritismus zu interessieren. 1881 war sie Mitglied der Theosophischen Gesellschaft. Im April 1884 lernte sie Helena Blavatsky in London kennen und war 1887 Mitbegründerin der Blavatsky Lodge.
Carl Axel Raoul Georg Henrik Graf Wachtmeister (* 2. April 1865 in London; † 12. Dezember 1947 in Malmö), das einzige Kind des Paares, wurde Komponist. Er hat mehrere Gedichte von Gustaf Fröding und Verner von Heidenstam vertont.